# Пестровка (Шемышейский район)
Пестровка — село в Шемышейском районе Пензенской области России. Входит в состав Каргалейского сельсовета.

## География
Село находится на юго-востоке центральной части Пензенской области, в пределах северного склона холмистой Хвалынской гряды, в лесостепной зоне, на левом берегу реки Верхозимки, на расстоянии примерно 20 километров (по прямой) к юго-востоку от Шемышейки, административного центра района. Абсолютная высота — 183 метра над уровнем моря.

### Климат
Климат характеризуется как умеренно континентальный. Средняя температура воздуха самого тёплого месяца (июля) — 20 °C (абсолютный максимум — 38 °C); самого холодного (января) — −19 °C (абсолютный минимум — −44 °C). Безморозный период длится 126 дней. Период активной вегетации составляет 135—145 дней. Годовое количество атмосферных осадков — 490 мм, из которых большая часть выпадает в тёплый период. Снежный покров держится в течение 149 дней.

### Часовой пояс
Село Пестровка, как и вся Пензенская область, находится в часовой зоне МСК (московское время). Смещение применяемого времени относительно UTC составляет +3:00.

## Население
| 1782 | 1795 | 1859 | 1877 | 1884 | 1897 | 1914 |
| ---- | ---- | ---- | ---- | ---- | ---- | ---- |
| 288  | ↘266 | ↘175 | ↗183 | ↗185 | ↗322 | ↗390 |
| 1921 | 1926 | 1939 | 1959 | 1979 | 1989 | 1996 |
| ↘316 | ↗321 | ↘224 | ↘182 | ↘106 | ↘78  | ↗84  |
| 2002 | 2010 |      |      |      |      |      |
| ↘69  | ↘46  |      |      |      |      |      |

### Национальный состав
Согласно результатам переписи 2002 года, в национальной структуре населения русские составляли 93 %.